# Lista systemów zarządzania relacyjnymi bazami danych
Lista systemów zarządzania relacyjnymi bazami danych – zawiera zestawienie ważniejszych i bardziej rozpoznawalnych systemów zarządzania relacyjnymi bazami danych.

## Otwarte oprogramowanie
- CSQL(inne języki)
- ClickHouse
- Apache Derby (znane również jako Java DB)
- Firebird
- Gladius DB
- H2
- HSQLDB
- Ingres
- LucidDB[1]
- Kexi
- Mckoi SQL Database
- MonetDB
- MySQL Community Server
- Ocelot SQL[2]
- OpenLink Virtuoso (edycja Open Source)
- PostgreSQL
- Quadcap QED
- Rebol sql-protocol
- SmallSQL
- SQLite
- txtSQL

## Freeware(oprogramowanie prawnie zastrzeżone)
- Access 2007 Runtime[3]
- Adabas D
- Advantage Local Server[4]
- IBM DB2 Express-C[5]
- FrontBase
- MaxDB (dawniej SAP DB)
- Microsoft SQL Server Express[6]
- Oracle Database 10g Express Edition[7]
- Sav Zigzag
- ScimoreDB
- Sybase ASE Express Edition[8]
- tdbengine[9]

## Oprogramowanie prawnie zastrzeżone
- 4th Dimension[10]
- Microsoft Access
- Advantage Database Server
- Alpha_Five
- CA-Datacom
- Dataphor
- Daffodil database
- DB2
- EnterpriseDB
- eXtremeDB
- Faircom c-tree
- FileMaker Pro
- Greenplum
- Helix database
- Informix
- InterBase
- Jbase
- Kognitio, WX2
- Linter
- Matisse
- Microsoft Jet Database Engine (część Microsoft Access)
- Microsoft SQL Server
- Microsoft Visual FoxPro
- Mimer SQL
- mSQL
- Multivalue
- MySQL Enterprise Server
- Netezza
- NonStop SQL
- Oddity Databases
- Openbase
- Oracle
- Oracle Rdb dla OpenVMS
- OpenLink Virtuoso Universal Server
- Pervasive
- Pick Post-Relational
- Progress 4GL
- Pyrrho DBMS
- Sand Analytic Server (formalnie znany jako Nucleus)
- SIR (including SIR/XS, SIR2002, SIR2000...)
- solidDB
- GUPTA SQLBase
- Sybase SQL Anywhere (formalnie znany jako Sybase Adaptive Server Anywhere oraz Watcom SQL)
- Sybase Adaptive Server Enterprise
- Sybase Adaptive Server IQ
- Teradata
- ThinkSQL
- TimesTen
- Unify
- Valentina
- Vertica
- VistaDB
- VMDS
- Whitecross Systems
- WinBase602

## Oprogramowanie historyczne
- Britton-Lee IDM
- Micro DBMS
- Oracle Rdb
- Paradox
- PRTV
- Query by Example|QBE
- SQL/DS
- Sybase SQL Server

## Ściśle relacyjne

### Bieżące
- Alphora Dataphor (autorski, wirtualny system zarządzania bazą danych i RAD MS.Net IDE)
- CsiDB (autorska biblioteka napisana w C++)
- D flat (niewydany projekt akademicki MS.Net)
- Duro (darmowa biblioteka napisana w C)
- Opus (darmowe biblioteki napisane w C)
- Rel (darmowa implementacja napisana w Javie)
- Rosetta (darmowa implementacja napisana w Perlu)
- Aldat (implementacja w Reliksie i JReliksie)

### Oprogramowanie przestarzałe
- IBM Business System 12
- IBM IS1
- IBM PRTV (ISBL)
- Multics MRDS (Relational Data Store)
- CDC IM/DM